# Breberen-Schümm
Breberen-Schümm war eine Gemeinde im Selfkantkreis Geilenkirchen-Heinsberg in Nordrhein-Westfalen. Heute gehört ihr ehemaliges Gebiet zur Gemeinde Gangelt im Kreis Heinsberg.

## Geschichte
Am 1. Januar 1963 bildeten die beiden Gemeinden Breberen und Schümm die neue Gemeinde Breberen-Schümm. Zur ehemaligen Gemeinde Breberen gehörten die Orte Brüxgen, Buscherheide und Nachbarheid. Broichhoven gehörte zu Schümm.
Am 1. Juli 1969 wurde die Gemeinde aufgelöst und in die Gemeinde Gangelt eingegliedert.